# Смитборо (Илиноис)
Смитборо (енгл. Smithboro) град је у америчкој савезној држави Илиноис.

## Демографија
По попису из 2010. године број становника је 177, што је 23 (-11,5%) становника мање него 2000. године.
| Група             | 2000.       | 2010.       |
| Белци             | 193 (96,5%) | 171 (96,6%) |
| Афроамериканци    | 4 (2,0%)    | 2 (1,1%)    |
| Азијати           | 0 (0,0%)    | 1 (0,6%)    |
| Хиспаноамериканци | 1 (0,5%)    | 1 (0,6%)    |
| Укупно            | 200         | 177         |